# Fumiko Katsuragi
Pour les articles homonymes, voir Katsuragi (homonymie).
Fumiko Katsuragi (葛城文子, Katsuragi Fumiko), née le 29 juillet 1878 à Tokyo et morte le 19 août 1945, est une actrice japonaise. Son vrai nom est Yuki Masuda (増田ゆき, Masuda Yuki).

## Biographie

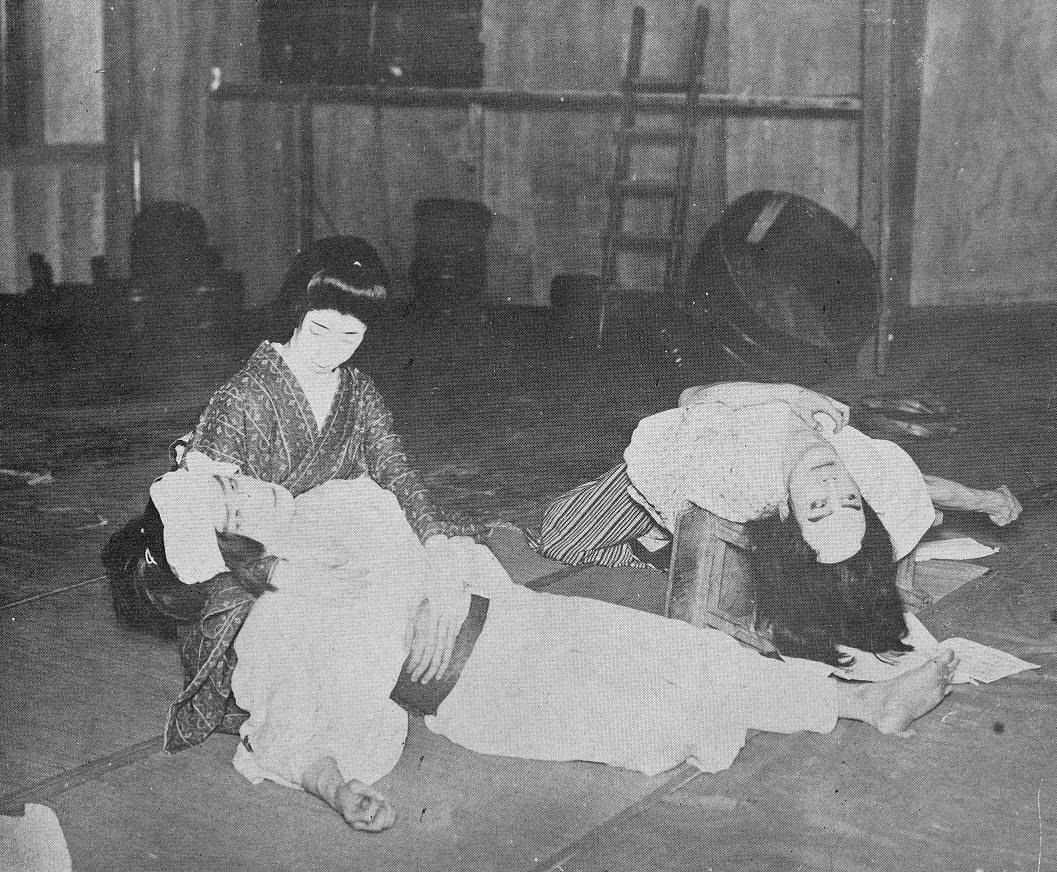
De g. à d. : Fumiko Katsuragi (Oryō), Takashi Ogawa (Sakamoto Ryōma) et (Nakaoka Shintarō), scène de l'assassinat de Sakamoto Ryōma (1923).

Fumiko Katsuragi a interprété près de quatre-vingt rôles au cinéma entre 1917 et 1945.

## Filmographie

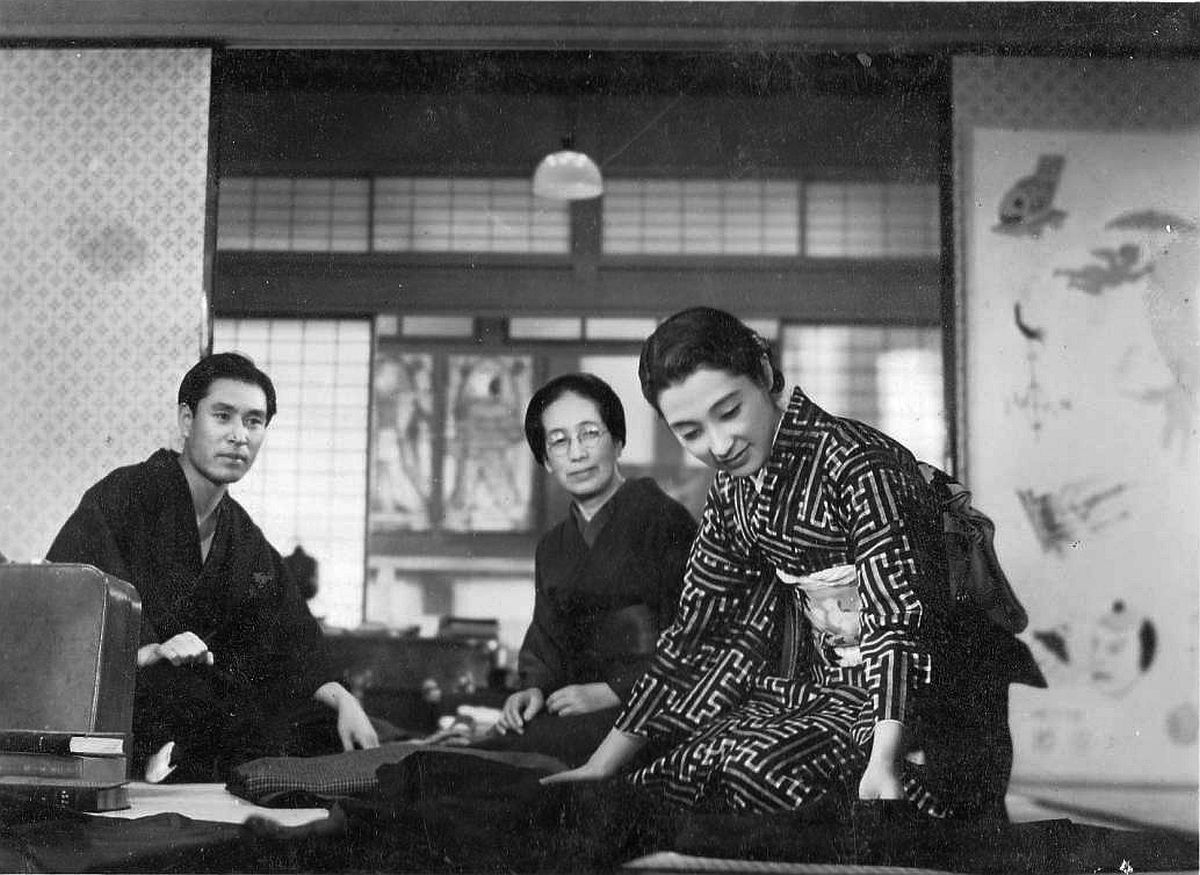
Shin Saburi, Fumiko Katsuragi et Mieko Takamine dans Les Frères et Sœurs Toda (1941).

Sauf indication contraire, la filmographie de Fumiko Katsuragi est établie à partir de la base de données JMDb.
- 1917 : Dokusō (毒草?) de Masao Inoue
- 1917 : Kono ko no oya (此の子の親?)
- 1917 : Kaitei no jūzai (海底の重罪?)
- 1930 : C'est un crime d'avoir les lèvres rouges (紅唇罪あり, Kōshin tsumi ari?) de Hiroshi Shimizu
- 1930 : Seishun fu (青春譜?) de Yoshinobu Ikeda
- 1930 : Un visage dans la brume (霧の中の曙, Kiri no naka no akebono?) de Hiroshi Shimizu
- 1930 : Wakamono yo naze naku ka (若者よなぜ泣くか?) de Kiyohiko Ushihara
- 1930 : Rusuchū hatten (留守中発展?) de Hiromasa Nomura
- 1931 : La Dame et le Barbu (淑女と髯, Shukujo to hige?) de Yasujirō Ozu
- 1931 : Amour, sois avec l’humanité I - II (愛よ人類と共にあれ, Ai yo jinrui to tomo ni are I - II?) de Yasujirō Shimazu
- 1931 : Les Sept mers, partie 1 : Virginité (七つの海 前篇 処女篇, Nanatsu no umi: Zenpen: Shojo hen?) de Hiroshi Shimizu
- 1932 : Sanjūni nengata ren'ai bushidō (三十二年型恋愛武士道?) de Keisuke Sasaki
- 1932 : L'Amour qui mène au paradis (天国に結ぶ恋, Tengoku ni musubu koi?) de Heinosuke Gosho
- 1932 : Le Coucou (不如帰, Hototogisu?) de Heinosuke Gosho
- 1932 : Où sont les rêves de jeunesse ? (青春の夢いまいづこ, Seishun no yume ima izuko?) de Yasujirō Ozu
- 1932 : Zone de tempête (暴風帯, Bōfūtai?) de Hiroshi Shimizu
- 1932 : Sans liens de parenté (生さぬ仲, Nasaku naka?) de Mikio Naruse : Kishiyo
- 1933 : Biwa uta (琵琶歌?) de Hōtei Nomura
- 1933 : Seidon (晴曇?) de Hōtei Nomura
- 1933 : Tenryū kudareba (天竜下れば?) de Hōtei Nomura
- 1934 : Genkan-ban to ojōsan (玄関番とお嬢さん?) de Hiromasa Nomura
- 1934 : Onna keizu (婦系図?) de Hōtei Nomura
- 1934 : Double suicide à Fujuki (冬木心中, Fuyuki shinjū?) de Teinosuke Kinugasa
- 1934 : La Rue sans fin (限りなき舗道, Kagiri naki hodo?) de Mikio Naruse : la mère de Yamanouchi
- 1934 : Meoto daigaku (めおと大学?) de Kintarō Inoue
- 1934 : Yaé, ma petite voisine (隣の八重ちゃん, Tonari no Yae-chan?) de Yasujirō Shimazu : Matsuko, la mère de Keitaro et Seiji
- 1934 : Osayo amoureuse (お小夜恋姿, Osayo koi sugata?) de Yasujirō Shimazu
- 1934 : Éclipse (金環蝕, Kinkanshoku?) de Hiroshi Shimizu
- 1935 : Ushimatsu, l'homme de l'ombre (くらやみの丑松, Kurayami no Ushimatsu?) de Teinosuke Kinugasa
- 1935 : Haha no koibumi (母の恋文?) de Hiromasa Nomura
- 1935 : Kagayake shōnen Nippon (輝け少年日本?) de Keisuke Sasaki et Yasushi Sasaki
- 1935 : Okoto et Sasuke (春琴抄 お琴と佐助, Shunkinsho: Okoto to Sasuke?) de Yasujirō Shimazu : Shige, la mère d'Okoto
- 1935 : Eikyū no ai: Zenpen (永久の愛 前篇?) de Yoshinobu Ikeda
- 1935 : Eikyū no ai: Kōhen (永久の愛 後篇?) de Yoshinobu Ikeda
- 1937 : Les Trois Prétendants (婚約三羽烏, Kon'yaku sanbagarasu?) de Yasujirō Shimazu
- 1937 : Hitohada Kannon (人肌観音?) de Teinosuke Kinugasa
- 1938 : Hotaru no hikari (螢の光?) de Yasushi Sasaki
- 1938 : Ainsi va l’amour (愛より愛へ, Ai yori ai e?) de Yasujirō Shimazu
- 1938 : La Mère et l'Enfant (母と子, Haha to ko?) de Minoru Shibuya : Mme Kudo
- 1938 : Katsura, l'arbre de l'amour (愛染かつら, Aizen katsura?) de Hiromasa Nomura : Kiyoko, la mère de Kozo
- 1939 : La Détermination d’Okayo (お加代の覚悟, Okayo no kakugo?) de Yasujirō Shimazu : Omine, la mère de Shunsaku
- 1939 : Vent du sud (南風, Minamikaze?) de Minoru Shibuya
- 1939 : Kyōenroku (侠艶録?) de Shigeo Tanaka
- 1939 : Zoku aizen katsura (続愛染かつら?) de Hiromasa Nomura
- 1939 : Cinq frères et sœurs (五人の兄妹, Gonin no kyodai?) de Kōzaburō Yoshimura
- 1939 : Nippon no tsuma (日本の妻?) de Keisuke Sasaki
- 1939 : Une famille nouvelle (新しき家族, Atarashiki kazoku?) de Minoru Shibuya
- 1939 : Fūryū Fukagawa uta (風流深川唄?) d'Eiji Iwata
- 1939 : Aizen katsura: Kanketsu-hen (愛染かつら 完結篇?) de Hiromasa Nomura
- 1939 : Courant chaud (暖流, Danryū?) de Kōzaburō Yoshimura : Takiko Shima
- 1939 : Haha wa tsuyoshi (母は強し?) de Keisuke Sasaki
- 1940 : J'ai un mari (私には夫がある, Watashi ni wa otto ga aru?) de Hiroshi Shimizu
- 1940 : Katei no hata (家庭の旗?) de Hideo Ōba
- 1940 : Kinuyo no hatsukoi (絹代の初恋?) de Hiromasa Nomura : la mère de Shoichiro
- 1940 : Akatsuki ni inoru (暁に祈る?) de Yasushi Sasaki
- 1940 : Tokai no honryu (都会の奔流?) de Keisuke Sasaki
- 1940 : Nageki no hanagasa (嘆きの花傘?) de Seiji Hisamatsu
- 1941 : Les Frères et Sœurs Toda (戸田家の兄妹, Todake no kyodai?) de Yasujirō Ozu : Mme Toda
- 1941 : Ishibumi (碑?) de Kenkichi Hara
- 1941 : Hokkyokukō (北極光?) de Shigeo Tanaka
- 1941 : Le Pays des cerisiers (桜の国, Sakura no kuni?) de Minoru Shibuya
- 1941 : Taiyō sensei (太陽先生?) de Shūzō Fukada
- 1942 : Sannin shimai (三人姉妹?) de Kenkichi Hara
- 1942 : Nippon no haha (日本の母?) de Kenkichi Hara
- 1942 : Vents du sud (南の風, Minami no kaze?) de Kōzaburō Yoshimura
- 1942 : Torii Suneemon (鳥居強右衛門?) de Tomu Uchida
- 1942 : Vents du sud ; suite (続南の風, Zoku minami no kaze?) de Kōzaburō Yoshimura
- 1942 : Une femme (或る女, Aru onna?) de Minoru Shibuya
- 1942 : Aikoku no hana (愛国の花?) de Keisuke Sasaki
- 1943 : Hiwa Normanton jiken: Kamen no butō (秘話ノルマントン号事件 仮面の舞踏?) de Keisuke Sasaki
- 1943 : L'Épée vivante (生きてゐる孫六, Ikite iru Magoroku?) de Keisuke Kinoshita
- 1944 : Gekiryū (激流?) de Miyoji Ieki
- 1945 : Otome no iru kichi (乙女のゐる基地?) de Yasushi Sasaki
- 1945 : Histoire de l'arc au temple de Sanjusangendo (三十三間堂通し矢物語, Sanjūsangendō tōshiya monogatari?) de Mikio Naruse : la mère de Kazuma et de Kanzaemon